# Poecilimon scythicus
Poecilimon scythicus är en insektsart som beskrevs av Stshelkanovtzev 1911. Poecilimon scythicus ingår i släktet Poecilimon och familjen vårtbitare. Inga underarter finns listade i Catalogue of Life.